# Notodonta fuegei
Notodonta fuegei är en fjärilsart som beskrevs av Max Bartel 1900. Notodonta fuegei ingår i släktet Notodonta och familjen tandspinnare. Inga underarter finns listade i Catalogue of Life.